# 1998 BV12
1998 BV12 är en asteroid i huvudbältet som upptäcktes den 23 januari 1998 av LINEAR i Socorro County, New Mexico.
Asteroiden har en diameter på ungefär 4 kilometer och den tillhör asteroidgruppen Koronis.